# Dodie Stevens
Dodie Stevens (* 17. Februar 1946 in Chicago, USA, als Geraldine Ann Pasquale) ist eine amerikanische Sängerin und Schauspielerin.

## Werk
Stevens wuchs in Kalifornien auf und wurde bereits im Alter von acht Jahren in Art Linkletters Fernsehshow House Party als Gesangstalent entdeckt. Erste Aufnahmen machte sie 1954 als „Geri Pace“ auf dem Label „Gold Star Records“. Ihren einzigen großen Erfolg als Sängerin hatte sie 1959 mit dem Titel Pink Shoe Laces, der Platz 3 der Hitparade erreichte und für den sie eine Goldene Schallplatte erhielt. Zwar konnten sich 1959 und 1960 noch vier weitere Singles in der Hitparade platzieren, aber nur im unteren Viertel. Auch der Wechsel vom kleinen Independent-Label Chrysalette Records zu Dot Records half nicht. Ihr letzter Hit war 1960 der Titel Yes, I'm Lonesome Tonight, ein Antwort-Song auf Elvis Presleys Are You Lonesome Tonight, mit dem sie 1961 in der Hitparade Platz 60 erreichte. Im Alter von sechzehn Jahren war ihre Karriere als Kinderstar beendet. Später agierte sie in diversen Teenager-Filmen und wurde Studio-Sängerin.

### Alben
- Dodie Stevens (1959)
- Over the Rainbow (1960)
- Pink Shoe Laces (1963)

### Filme
- Hound-Dog-Man (1959)
- Alakazam – König der Tiere (1961)
- Convicts 4 (1962)